# Per Molander
Per Molander, född 19 oktober 1950, är en svensk ämbetsman och konsult i politiska policyfrågor. År 2009 utsågs han av regeringen att som generaldirektör bygga upp och leda myndigheten Inspektionen för socialförsäkringen .
Molander har författat ett 40-tal rapporter och artiklar. Han är även författare till tre populärvetenskapliga böcker om politisk filosofi. Böckerna behandlar även historia, religionshistoria, ekonomi samt frågor om förutsättningarna för mänskligt liv och tänkande. Han har också skrivit essäer i Dagens Nyheter.
Den 5 oktober 2017 utnämndes Per Molander till riddare av Ordre national du Mérite.

## Utbildning och forskning
Efter sin gymnasiexamen 1968 flyttade Molander till Frankrike för studier i franska och fransk kultur- och idéhistoria vid "Cours de civilisation française de la Sorbonne", i Paris. Han avlade lärarexamen i litteraturhistoria och matematik år 1973 samt mastersexamen i tillämpad fysik vid Lunds Universitet år 1974. År 1973 gjorde Molander värnpliktsutbildning på tolkskolan med inriktning på ryska språket och förhörsteknik. Därefter återupptogs studierna i Lund och han disputerade år 1979 med avhandlingen "Stabilization of Uncertain Systems".

## Arbeten och uppdrag
Sedan 1990-talet har han huvudsakligen arbetat som konsult vid olika svenska och nationella myndigheter och organisationer, exempelvis Sveriges regering, Sida, Världsbanken, OECD, UNDP och Europeiska kommissionen. Under perioden 1997–2002 arbetade han också som forskningsledare vid Studieförbundet Näringsliv och Samhälle. Han var huvudsekreterare i 2005 års katastrofkommission efter flodvågskatastrofen i Indiska oceanen. År 2009 utsågs han till generaldirektör för Inspektionen för socialförsäkringen.
Molander ses som arkitekten bakom den reformerade budgetprocessen.

### Böcker
- Akvedukten vid Zaghouan. En essä om stat, moral och liberalismens framtid (1994)
- Shulamits väg. Om makt och frihet i judiskt perspektiv (1998)
- Kejsarens sändebud (2005)
- Kunskapen och makten (red., 2012)
- Ojämlikhetens anatomi (2014)
- Allt är vågor – Virginia Woolf och den moderna fysiken (2016)
- Condorcets misstag – Hoten mot staten och demokratin (2017)

### Rapporter i urval
- Samhällsekonomiska analyser och kollektiva beslut
- Säkerhetspolitiska aspekter på livsmedelsförsörjningen
- En ny livsmedelspolitik
- Frihandeln ett hot mot miljöpolitiken – eller tvärtom?
- Statsskulden och budgetprocessen
- Nya villkor för ekonomi och politik
- Miljön som långsiktig restriktion
- En effektivare välfärdspolitik
- Den åttafaldiga vägen – Motiv för offentliga åtaganden
- Politisk makt med oklart ansvar
- På spaning efter folkviljan
- Avregleringen av sex marknader – Mål, medel och resultat
- Några synpunkter på myndigheten Justitiekanslern
- Sverige och tsunamin – granskning och förslag
- Chefstillsättning i staten
- Dags för omprövning – en ESO-rapport om styrning av offentlig verksamhet
- Jämlilkhetskommissionen "En gemensam angelägenhet" SOU 2020:46 https://www.regeringen.se/rattsliga-dokument/statens-offentliga-utredningar/2020/08/sou-202046/

## Övriga källor
- ”Presentation av Per Molander på Mapsec”. Arkiverad från originalet den 4 mars 2007. https://web.archive.org/web/20070304202204/http://www.mapsec.com/per_molander.htm. Läst 25 februari 2008.
- Om ISF